# 2 Bugs and a Roach
| Recensione | Giudizio |
| ---------- | -------- |
| AllMusic   | [ 1 ]    |

2 Bugs and a Roach è un album discografico di Earl Hooker, pubblicato dalla casa discografica Arhoolie Records nel 1969.
Sulla copertina dell'ellepì originale il titolo del disco inizia con il numero in cifra anziché in lettera (che invece appare sulla copertina del CD).

## Tracce
Lato A
1. Anna Lee – 6:30 (McCoy, Hooker) – Registrato il 14 novembre 1968 al Sound Studio di Chicago, IL
2. Off the Hook – 3:45 (Earl Hooker) – Registrato il 15 novembre 1968 al Sound Studio di Chicago, IL
3. Love Ain't a Plaything – 4:50 (Carey Bell) – Registrato il 14 novembre 1968 al Sound Studio di Chicago, IL
4. You Don't Want Me – 5:07 (Earl Hooker) – Registrato il 12 novembre 1968 al Sound Studio di Chicago, IL

Durata totale: 20:12
Lato B
1. Two Bugs and a Roach – 4:15 (Earl Hooker) – Registrato il 14 novembre 1968 al Sound Studio di Chicago, IL
2. Wah Wah Blues – 4:35 (Earl Hooker) – Registrato il 14 novembre 1968 al Sound Studio di Chicago, IL
3. You Don't Love Me – 5:31 (Andrew Odom) – Registrato il 12 novembre 1968 al Sound Studio di Chicago, IL
4. Earl Hooker Blues – 6:02 (Earl Hooker) – Registrato il 12 novembre 1968 al Sound Studio di Chicago, IL

Durata totale: 20:23
Edizione CD (titolo Two Bugs & a Roach) del 1990, pubblicato dalla Arhoolie Records (CD 324)
1. Two Bugs and a Roach – 4:19 (Earl Hooker)
2. Wah Wah Blues – 4:36 (Earl Hooker)
3. You Don't Love Me – 5:37 (Andrew Odom)
4. Earl Hooker Blues – 5:14 (Earl Hooker)
5. Anna Lee – 6:30 (Earl Hooker)
6. Off the Hook – 3:54 (Earl Hooker)
7. Love Ain't a Plaything – 4:58 (Carey Bell)
8. You Don't Want Me – 5:16 (Earl Hooker)
9. The Hook – 5:00 (Earl Hooker) – Bonus Track - Registrato il 18 luglio 1969 a Berkeley, California
10. New Sweet Black Angel (Instrumental) – 5:16 (Earl Hooker) – Bonus Track - Registrato il 12 novembre 1968 a Chicago, Illinois
11. I'm Going Down the Line – 2:21 (Earl Hooker) – Bonus Track - Registrato il 15 luglio 1953 a Memphis, Tennessee
12. Sweet Black Angel – 3:12 (Earl Hooker) – Bonus Track - Registrato (probabilmente) nel 1952 a Memphis, Tennessee
13. Guitar Rag – 2:59 (Earl Hooker) – Bonus Track - Registrato il 15 luglio 1953 a Memphis, Tennessee
14. Earl's Boogie Woogie – 2:36 (Earl Hooker) – Bonus Track - Registrato il 15 luglio 1953 a Memphis, Tennessee

Durata totale: 61:48

## Musicisti
Anna Lee / Love Ain't a Plaything / Two Bugs and a Roach / Wah Wah Blues
- Earl Hooker - chitarra
- Earl Hooker - voce (brano: Anna Lee)
- Earl Hooker - voce (brano: Two Bugs and a Roach)
- Andrew Odam (Andrew Odom) - voce (brano: Two Bugs and a Roach)
- Louis Myers - armonica (brano: Anna Lee)
- Carey Bell - voce, armonica (brano: Love Ain't a Plaything)
- Fred Roulette - chitarra steel
- Joe Willie Perkins - pianoforte, organo
- Geno Skaggs - basso
- Williams (Fred Williams] - batteria

Off the Hook
- Earl Hooker - chitarra
- Fred Roulette - chitarra steel
- Joe Willie Perkins - pianoforte, organo
- Geno Skaggs - basso
- Levi Warren - batteria

You Don't Want Me / You Don't Love Me / Earl Hooker Blues
- Earl Hooker - chitarra
- Earl Hooker - voce (brano: You Don't Love Me)
- Andrew B. B. Jr. Odom - voce (brano: You Don't Love Me)
- Fred Roulette - chitarra steel
- Joe Willie Perkins - pianoforte, organo
- Geno Skaggs - basso
- Levi Warren - batteria[2]

'The Hook'
- Earl Hooker - chitarra, voce
- Louis Myers - armonica
- Geno Skaggs - basso
- Steve Miller - pianoforte
- Bobby Johnson - batteria

New Sweet Black Angel
- Earl Hooker - chitarra, voce
- Geno Skaggs - basso
- Joe Willie Pine Top Perkins - pianoforte
- Levi Warren - batteria

I'm Going Down the Line / Guitar Rag / Earl's Boogie Woogie
- Earl Hooker - chitarra, voce
- Joe Willie Pine Top Perkins - pianoforte
- Sconosciuto - basso
- Willie Nix - batteria

Sweet Black Angel
- Earl Hooker - chitarra, voce
- Sconosciuto - armonica
- Sconosciuto - batteria[3]

Note aggiuntive:
- Chris Strachwitz - produttore
- Registrato al Sound Studios di Chicago (Illinois), il 12, 14 e 15 novembre 1968
- Dave Antler - ingegnere delle registrazioni[2]